# إكس كيه سي دي

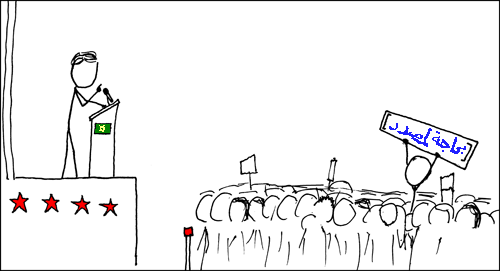
الحلقة رقم 285 بعنوان "مظاهرة ويكيبيدية". أحد المتظاهرين يحمل لافتة "بحاجة لمصدر". النص المرفق مع هذا الكاريكاتير كان: "أحمي الدستور جزئيا"

إكس كي سي دي (xkcd)، هو وب كوميك أنشأه راندال مونرو في أيلول 2005.الشعار الوب كوميك هو: «وب كوميك عن الرومانسية، والسخرية، والرياضيات، واللغة.»
حازت على اهتمام كبير من قبل كبريات وسائل الإعلام مثل الغارديان، ونيويورك تايمز.
تتنوع مواضيع الكاريكاتير بشكل كبير، فتارة تناول مواضيع عن عن الحياة والحب (معظمها عبارة عن صورة يصاحبها مقطع شعري)، تارة أخرى عن تدور النكات عن مصطلحات ومفاهيم رياضية أو علمية. أحيانا تكون النكتة خفيفة وبسيطة أو عن ثقافة شعبية أو أحداث تتناولها وسائل الإعلام.على الرغم من طريقة رسم الشخصيات فيها بساطة مبالغ بها، غير أن الويب كوميك يظهر أحيانا مناظر الطبيعية، وأنماط رياضية معقدة مثل الفركتلات (على سبيل المثال، الجزء 17 «ماذا لو» يظهر طوقا أبولونيا)، أو تقليدا للنمط رسامي الكاريكاتير أخرى (كما في «أسبوع محاكاة ساخرة»).
إكس كي سي دي منشورة تحت رخصة المشاع الإبداعي 2,5 غير التجاري (Creative Commons)، كما تتم إضافة ثلاثة كاريكاتيرات جديدة أسبوعيا، أيام الاثنين والأربعاء والجمعة، كما تتواجد أسابيع خاصة يتم خلالها تحديث الكاريكاتور يوميا كما كان الحال في سلسلة «الخيارات» وسلسلة "1337"، وسلسلة «السكرتير»، وسلسلة «السباق» وسلسلة أسبوع الضيوف.

## وصلات خارجية
- الموقع الرسمي
- "What I learned from the xkcd effect" An article on the impact of xkcd topics on Google searches.